# Хазаил
Хазаил (хебр. חֲזָהאֵל‎, што значи "Бог је видео") је био најпре дворски службеник, а касније и арамејски краљ у периоду од 845—842. п. н. е. и 803—796. п. н. е. чије се име спомиње у Светом писму. Први пут се спомиње у Првој књизи о царевима 19, када се помиње како Бог говори пророку Илији да га помаже као краља Сирије.
Годинама након тог догађаја car Бар-Хадад II се разболeо и послао дворског службеника Хазаела Илијином наследнику Јелисеју. Јелисеј је рекао Хазаелу да каже Хададезеру како ће се опоравити, али је открио Хазаелу да ће краљ умријети. Дан касније Хазаел се вратио Хададезеру у Дамаск, те угушио краља и сам себе поставио на престо.
За време своје владавине која је трајала отприлике 37 година (цца. 842. п. н. е.- 805. п. н. е.), краљ Хазаел је Арамејце водио у рату против снага краља Јехорама од Израела и краља Ахазије од Јуде. Након што их је поразио код Рамотх-Гилеада, Хазаел одбио два асирска напада, освојио израелску територију источно од Јордана, филистејски град Гатх, те покушао исто тако освојити Јерусалим (2 Цар12:17). Монументални арамејски натпис ископан код Тел Дана за већину научника је Хазаелово дело, с обзиром да се њиме слави побједа над краљевима Израела и Јуде. Недавна ископавања код Телл ес-Сафи/Гатха су открила доказе о опсади и освајању Гатха од стране Хазаела. Уништење насеља Телл Зеитах у 9. веку п. н. е. такође може бити резултат Хазаеловог похода. Kраљ Јоаш од Јуде је спријечио Хазаелову најезду тако што га је поткупио с благом из краљевске палате и храма, након чега је Хазаел нестао из даљих библијских свједочанстава.